# UD Almería
Unión Deportiva Almería, bedre kendt som Almería, er en spansk La Liga-klub, som ligger i Almería i Andalusien i den sydøstlige del af Spanien. Klubben har tidligere hedet AD Almeria.

## Kendte spillere
- Ranko Popović
- Constantin Gâlcă
- Álvaro Negredo

## Danske spillere
- Michael Jakobsen

| Fodbold | Spire Denne artikel om en fodboldklub er en spire som bør udbygges. Du er velkommen til at hjælpe Wikipedia ved at udvide den. |